# Limia heterandria
Limia heterandria es una especie de peces de la familia de los pecílidos en el
orden de los ciprinodontiformes.

## Morfología
Los machos pueden alcanzar los 3 cm de longitud total y las hembras los 4 cm.

## Distribución geográfica
Se encuentran en Sudamérica: Venezuela.